# Belgische kwalificatie voor het Europees kampioenschap voetbal 1988
België nam van september 1986 tot november 1987 deel aan de kwalificatiecampagne voor het EK 1988 in West-Duitsland, maar wist zich niet te plaatsen voor het eindtoernooi. De Rode Duivels werden onder leiding van bondscoach Guy Thys derde in hun groep met twee punten achterstand op groepswinnaar Ierland.

## Kwalificatie
De kwalificatiecampagne voor het EK in West-Duitsland begon in september 1986 met een thuiswedstrijd tegen Ierland. De Belgen, die er een uitstekend WK 1986 hadden opzitten, konden voor eigen supporters niet winnen. Het werd 2–2. Nico Claesen en Enzo Scifo hadden de Belgen twee keer op voorsprong gebracht, maar in de laatste minuut kreeg Ierland nog een strafschop na een overtreding van doelman Jean-Marie Pfaff, waardoor Liam Brady een gelijkspel uit de brand kon slepen voor zijn land.
Op de tweede speeldag wonnen de Belgen overtuigend van buurland Luxemburg. Het werd 0–6 dankzij onder meer een hattrick van Claesen. Nadien liep het opnieuw mis. België raakte voor eigen supporters niet voorbij Bulgarije. Pier Janssen bracht de Belgen net na de rust op voorsprong, maar Bulgarije kon na een uur spelen de score weer in evenwicht brengen (1–1).
De Rode Duivels wonnen in april 1987 in het Astridpark met 4–1 van Schotland, na opnieuw een hattrick van Claesen. Enkele weken later raakten de Belgen opnieuw niet voorbij Ierland. Het duel in Dublin eindigde in een scoreloos gelijkspel. Doordat Bulgarije een wedstrijd minder gespeeld had, bleef het team van Guy Thys ondanks het gelijkspel aan de leiding in groep 7.  In mei 1987 kwam de Belgen niet in actie, maar Bulgarije wel. De Bulgaren wonnen hun duel tegen Luxemburg en sprongen zo over de Belgen naar de eerste plaats in de groep.
In het najaar van 1987 gaven de Rode Duivels de kwalificatie voor het EK uit handen. Bulgarije won in september in een rechtstreeks duel tegen de Rode Duivels met 2–0 en diepte zo de voorsprong op de Belgen uit tot drie punten. Ook Ierland sprong in de rangschikking over België. De Belgen hadden nog een kleine kans om zich te kwalificeren, maar toen er in oktober 1987 ook met 2–0 van Schotland verloren werd, was de uitschakeling een feit. Op de slotspeeldag wonnen de Belgen in een overbodig geworden duel nog met 3–0 van Luxemburg.
Tijdens de onsuccesvolle campagne nam het vertrouwen in bondscoach Guy Thys af en kwamen er steeds vaker akkefietjes tussen ploeggenoten aan de oppervlakte. Zo gaf Pfaff kritiek op libero Franky Van der Elst: "Van der Elst heeft geen kopspel, geen rechterbeen, geen linkerbeen en als hij een bal op de borst neemt, valt zijn rugnummer eraf." In de nasleep van die kritiek werd Van der Elst bij zowel de nationale ploeg als Club Brugge omgevormd tot een defensieve middenvelder. De Koninklijke Belgische Voetbalbond (KBVB) bereidde na de mislukte EK-kwalificatiecampagne het afscheid van Thys voor door de bondscoach in maart 1988 met oud-international Walter Meeuws een nieuwe assistent te bezorgen.

### Kwalificatieduels
| 10 september 1986 | België    | 2 – 2 | Ierland   |
| 14 oktober 1986   | Luxemburg | 0 – 6 | België    |
| 19 november 1986  | België    | 1 – 1 | Bulgarije |
| 1 april 1987      | België    | 4 – 1 | Schotland |
| 29 april 1987     | Ierland   | 0 – 0 | België    |
| 23 september 1987 | Bulgarije | 2 – 0 | België    |
| 14 oktober 1987   | Schotland | 2 – 0 | België    |
| 11 november 1987  | België    | 3 – 0 | Luxemburg |

### Stand groep 7
|   | Land      | Wed | W | G | V | DV | DT | DS  | Pnt |
| - | --------- | --- | - | - | - | -- | -- | --- | --- |
| 1 | Ierland   | 8   | 4 | 3 | 1 | 10 | 5  | +5  | 11  |
| 2 | Bulgarije | 8   | 4 | 2 | 2 | 12 | 6  | +6  | 10  |
| 3 | België    | 8   | 3 | 3 | 2 | 16 | 8  | +8  | 9   |
| 4 | Schotland | 8   | 3 | 3 | 2 | 7  | 5  | +2  | 9   |
| 5 | Luxemburg | 8   | 0 | 1 | 7 | 2  | 23 | -21 | 1   |

## Technische staf
|                 |                 |               |
| Functie         | Naam            | Nationaliteit |
| Bondscoach      | Guy Thys (foto) | België        |
| Assistent-coach | Michel Sablon   | België        |

## Uitrustingen
Sportmerk: adidas
| Thuis | Uit | Doelman |

## Doelpuntenmakers
| Naam              | Goals | GW |
| ----------------- | ----- | -- |
| Nico Claesen      | 7     | 8  |
| Frank Vercauteren | 2     | 6  |
| Jan Ceulemans     | 2     | 6  |
| Enzo Scifo        | 1     | 6  |
| Eric Gerets       | 1     | 5  |
| Marc Degryse      | 1     | 3  |
| Pier Janssen      | 1     | 2  |
| Peter Creve       | 1     | 1  |

KBVB · A-internationals · Selecties · Statistieken · Bondscoaches · Belgisch vrouwenelftal · Olympisch elftal · België U21 · België U20 · België U19 · België U18 · België U17 · België U16 · Vrouwen U19 · Vrouwen U17
Albanië ·
Algerije ·
Andorra ·
Argentinië ·
Armenië ·
Australië ·
Azerbeidzjan ·
Bosnië en Herzegovina · 
Brazilië ·
Bulgarije ·
Burkina Faso ·
Canada ·
Chili ·
Colombia ·
Costa Rica ·
Cyprus ·
DDR ·
Denemarken ·
Duitsland ·
Egypte ·
El Salvador ·
Engeland ·
Estland ·
Faeröer ·
Finland ·
Frankrijk ·
Gabon ·
Gibraltar ·
Griekenland ·
Hongarije ·
Ierland ·
IJsland ·
Irak ·
Israël ·
Italië ·
Ivoorkust ·
Japan ·
Joegoslavië ·
Kazachstan ·
Kroatië · 
Letland ·
Litouwen ·
Luxemburg ·
Malta ·
Marokko ·
Mexico ·
Montenegro · 
Nederland ·
Noord-Ierland ·
Noord-Macedonië ·
Noorwegen ·
Oekraïne ·
Oostenrijk ·
Panama · 
Paraguay ·
Peru ·
Polen ·
Portugal ·
Qatar ·
Roemenië ·
Rusland ·
San Marino ·
Saoedi-Arabië ·
Schotland ·
Servië ·
Servië en Montenegro ·
Slovenië ·
Slowakije ·
Sovjet-Unie ·
Spanje ·
Tsjechië ·
Tsjecho-Slowakije ·
Tunesië · 
Turkije · 
Uruguay · 
Verenigde Staten · 
Wales · 
Wit-Rusland ·
Zambia · 
Zuid-Korea · 
Zweden · 
Zwitserland
Algerije (2014) ·
Argentinië (2014) · 
Brazilië (2018) · 
Canada (2022) · 
Denemarken (2021) · 
Engeland (2018, 1) · 
Engeland (2018, 2) · 
Finland (2021) · 
Frankrijk (1904) ·
Frankrijk (2018) · 
Ierland (2016) · 
Italië (2016) · 
Italië (2021) · 
Japan (2018) · 
Kroatië (2022) · 
Marokko (2022) · 
Nederland (1985) · 
Panama (2018) ·
Polen (1982) · 
Portugal (2021) · 
Rusland (2014) · 
Rusland (2021) · 
Sovjet-Unie (1982) · 
Tunesië (2018) · 
Verenigde Staten (2014) ·
West-Duitsland (1980) · 
Zuid-Korea (2014)